# Hunter Davies
Edward Hunter Davies (* 7. Januar 1936 in Johnstone, Schottland) ist ein britischer Autor und Journalist. Zu seinen Büchern gehört die einzige autorisierte Biografie der Beatles.

## Jugend und Ausbildung
Davies wurde in Johnstone, Renfrewshire, als Sohn schottischer Eltern geboren. Seine Familie zog während seiner Kindheit nach Dumfries und, als Davies 11 Jahre alt war, nach Carlisle in Nordwestengland. Nach Besuch der Grundschule wechselte er auf die Carlisle Grammar School und erhielt nach dem Abschluss einen Studienplatz am University College in Durham. Dort studierte er zunächst Geschichtswissenschaft, wechselte aber nach den ersten Semestern zum allgemeinen Studium der Geisteswissenschaften.
Nach Abschluss seines Studiums blieb er ein weiteres Jahr an der Universität Durham, um ein pädagogisches Diplom zu erwerben und sich den Militärdienst zu ersparen.

## Literarisches Werk
Nach seiner Studienzeit in Durham arbeitete Davies als Journalist.
Im Jahr 1965 schrieb er den Roman „Here We Go Round the Mulberry Bush“ (sitzen unterm Holderbusch), der 1967 unter dem gleichen Namen verfilmt wurde. Es handelt sich um das bekannteste seiner autobiografischen Bücher, in dem er seine Geschichte als pubertierender, vom Thema Sex überwältigten Teenagers in den Swinging Sixties erzählt.
Davies kam mit Paul McCartney in Kontakte und entwickelte die Idee einer Biografie der Beatles an, da in der zweiten Hälfte der 1960er-Jahre kaum genaue Informationen über die Gruppe veröffentlicht worden waren. Der Manager Brian Epstein stimmte dem Vorhaben zu und die daraus resultierende autorisierte Biografie „The Beatles“ wurde 1968 veröffentlicht.
Im Jahr 1972 schrieb Davies das Buch „The Glory Game“ über Fußball, wobei es sich um einen Blick hinter die Kulissen des Vereins Tottenham Hotspur handelte.
In der satirischen Zeitschrift Punch hatte er eine Kolumne über sein tägliches Leben mit dem Titel „Father’s Day“, in der er sich als gestresster Familienvater präsentierte.
Im Jahr 1974 wurde er von der Sunday Times beauftragt, über Chancen und kritische Aspekte von Gesamtschulen (comprehensive schools) zu schreiben. Daraus entstand als Buch der „Creighton Report“, der 1976 veröffentlicht wurde.
Davies verfasste zahlreiche Werke über die Topografie und Geschichte des Lake District und eine Biografie über den Wanderer und Autor Alfred Wainwright.
Im Bereich der Kinderliteratur hat er die Romanserien „Ossie“, „Flossie Teacake“ und „Snotty Bumstead“ geschrieben.
Als Ghostwriter hat er an den Autobiografien der Fußballspieler Wayne Rooney, Paul Gascoigne und Dwight Yorke mitgearbeitet. Ferner hat er als Ghostwriter die Autobiografie des Politikers John Prescott „Prezza, My Story: Pulling no Punches“ verfasst.

## Ehrungen
- Während der Arbeiten der Beatles für das Album Let It Be nahm die Gruppe einen Song über Edward Hunter Davies mit dem Titel „There You Go Eddie“ auf, der als Bootleg zu hören ist; er wurde nicht offiziell veröffentlicht.[4]
- Davies wurde für seine „Verdienste um die Literatur“ im Jahr 2014 zum Officer des Order of the British Empire (OBE) ernannt.[5]

## Persönliches
Davies war von 1960 bis zu ihrem Tod im Jahr 2016 mit der Schriftstellerin Margaret Forster verheiratet. Ihre Tochter Caitlin Davies ist ebenfalls Autorin. Ab 1963 lebte die Familie im Norden Londons im Stadtteil Dartmouth Park. In den Sommermonaten lebten sie in ihrem zweiten Haus in der Nähe von Loweswater im Lake District.
Davies Autobiografie „The Beatles, Football and Me“ wurde im Jahr 2007 veröffentlicht.

## Werke (Auswahl)
- Here We Go Round the Mulberry Bush. Heinemann, Portsmouth 1965 (englisch).
  - sitzen unterm Holderbusch. G.B. Fischer, Frankfurt am Main, Hamburg 1966.
- The Beatles: The Authorised Biography. Heinemann, Portsmouth 1968, ISBN 0-09-193051-0.
  - Die Beatles. Die einzige autorisierte Biografie. 4. Auflage. KOCH International, Berlin 2012, ISBN 978-3-85445-089-4.
- A Walk Along the Wall. Quartet Books, 1976, ISBN 0-7043-3087-3 (englisch).
- The Creighton Report: A Year in the Life of a Comprehensive School. Hamish Hamilton, 1976, ISBN 0-241-89412-3 (englisch).
- Wainwright: The Biography. Michael Joseph Ltd., 1995, ISBN 0-7181-3909-7 (englisch).
- A Walk Round The Lakes. Orion, 2000, ISBN 0-7528-3390-1 (englisch).
- Hunter Davies (Hrsg.): The John Lennon Letters. Little, Brown and Company, 2012, ISBN 978-0-316-20080-6 (englisch).